# Kelci Bryant
Kelci Bryant (ur. 15 stycznia 1989) – amerykańska skoczkini do wody. Srebrna medalistka olimpijska z Londynu.
Zawody w 2012 były jej drugimi igrzyskami olimpijskimi - debiutowała w wieku 19 lat w Pekinie. W 2012 po medal sięgnęła w skokach synchronicznych z trampoliny trzymetrowej, partnerowała jej Abigail Johnston. Sięgnęła po dwa medale igrzysk panamerykańskich w 2007, srebro w skokach synchronicznych z trampoliny trzymetrowej i brąz w tej konkurencji rozgrywanej indywidualnie. Zdobywała tytuły w NCAA.